# Rajd Wielkiej Brytanii 2004
Rezultaty Rajdu Wielkiej Brytanii (60th Wales Rally of Great Britain), eliminacji Rajdowych Mistrzostw Świata, w 2004 roku, który odbył się w dniach 16–19 września. Była to dwunasta runda czempionatu w tamtym roku i dziesiąta szutrowa, a także piąta w Junior WRC. Bazą rajdu było miasto Cardiff. Zwycięzcami rajdu została norwesko-brytyjska załoga Petter Solberg/Phil Mills jadąca Subaru Imprezą WRC. Wyprzedzili oni francusko-monakijską załogę Sébastien Loeb/Daniel Élena w Xsarze WRC oraz estońsko-brytyjską Markko Märtin/Michael Park w Fordzie Focusie WRC. Z kolei w Junior WRC zwyciężyli Brytyjczycy Guy Wilks i Phil Pugh, jadąca Suzuki Ignisem S1600.
Rajdu nie ukończyło trzech kierowców fabrycznych. Fin Marcus Grönholm w Peugeocie 307 WRC wycofał się na 10. odcinku specjalnym z powodu wypadku, a jego partner z zespołu Szwed Daniel Carlsson uległ wypadkowi na 6. odcinku specjalnym. Z kolei kierowcy Škody Fabii WRC Niemiec Armin Schwarz i Fin Jani Paasonen wycofali się z rywalizacji odpowiednio na 7 oesie (wypadek Schwarza) i 12 oesie (awaria układu hydraulicznego w samochodzie Pasonena).

## Klasyfikacja ostateczna (punktujący zawodnicy)
| Miejsce  | Zawodnik           | Pilot             | Samochód           | Czas      | Strata   | Grupa | Punkty |
| WRC      | WRC                | WRC               | WRC                | WRC       | WRC      | WRC   | WRC    |
| -------- | ------------------ | ----------------- | ------------------ | --------- | -------- | ----- | ------ |
| 1.       | Petter Solberg     | Phil Mills        | Subaru Impreza WRC | 3:42:39.5 |          | A8 M  | 10     |
| 2.       | Sébastien Loeb     | Daniel Élena      | Citroën Xsara WRC  | 3:42:45.8 | +6.3     | A8 M  | 8      |
| 3.       | Markko Märtin      | Michael Park      | Ford Focus WRC     | 3:45:33.2 | +2:53.7  | A8 M  | 6      |
| 4.       | Carlos Sainz       | Marc Martí        | Citroën Xsara WRC  | 3:46:21.6 | +3:42.1  | A8 M  | 5      |
| 5.       | François Duval     | Stéphane Prévot   | Ford Focus WRC     | 3:47:20.8 | +4:41.3  | A8 M  | 4      |
| 6.       | Harri Rovanperä    | Risto Pietiläinen | Peugeot 307 WRC    | 3:49:24.4 | +6:44.9  | A8 M  | 3      |
| 7.       | Mikko Hirvonen     | Jarmo Lehtinen    | Subaru Impreza WRC | 3:49:47.8 | +7:08.3  | A8 M  | 2      |
| 8.       | Manfred Stohl      | Ilka Minor        | Peugeot 206 WRC    | 3:52:59.6 | +10:20.1 | A8    | 1      |
| JWRC     |                    |                   |                    |           |          |       |        |
| 1. (18.) | Guy Wilks          | Phil Pugh         | Suzuki Ignis S1600 | 4:16:25.6 |          | A6    | 10     |
| 2. (20.) | Kris Meeke         | David Senior      | Opel Corsa S1600   | 4:18:26.2 | +2:00.6  | A6    | 8      |
| 3. (21.) | Kosti Katajamäki   | Timo Alanne       | Suzuki Ignis S1600 | 4:19:05.1 | +2:39.5  | A6    | 6      |
| 4. (23.) | Jari-Matti Latvala | Miikka Anttila    | Suzuki Ignis S1600 | 4:26:13.4 | +9:47.8  | A6    | 5      |
| 5. (24.) | Xavier Pons        | Oriol Julià       | Fiat Punto S1600   | 4:29:24.6 | +12:59.0 | A6    | 4      |
| 6. (26.) | Luca Betti         | Michele Rosso     | Fiat Punto S1600   | 4:32:53.6 | +16:28.0 | A6    | 3      |
| 7. (32.) | Alan Scorcioni     | Silvio Stefanelli | Fiat Punto S1600   | 4:44:48.1 | +28:22.5 | A6    | 2      |
| 8. (34.) | Luca Tabaton       | Gisella Rovegno   | Fiat Punto S1600   | 4:46:01.3 | +29:35.7 | A6    | 1      |

1. ↑  Litera M przy oznaczeniu grupy do której należy samochód oznacza, iż tylko ci kierowcy zdobywali punkty dla swoich zespołów liczonych w klasyfikacji producentów na koniec sezonu.

## Zwycięzcy odcinków specjalnych
| Dzień      | Odcinek | G. rozp. | Nazwa                   | Długość | Zwycięzca       | Czas    | Lider rajdu    |
| ---------- | ------- | -------- | ----------------------- | ------- | --------------- | ------- | -------------- |
| 1 (16 WRZ) | SS1     | 19:05    | Cardiff Super Special 1 | 2.45km  | François Duval  | 2:06.5  | François Duval |
| 2 (17 WRZ) | SS2     | 07:13    | Brechfa 1               | 29.98km | Sébastien Loeb  | 16:43.5 | Sébastien Loeb |
| 2 (17 WRZ) | SS3     | 08:01    | Trawscoed 1             | 27.98km | Sébastien Loeb  | 16:07.4 | Sébastien Loeb |
| 2 (17 WRZ) | SS4     | 10:09    | Brechfa 2               | 29.98km | Marcus Grönholm | 17:18.1 | Sébastien Loeb |
| 2 (17 WRZ) | SS5     | 10:57    | Trawscoed 2             | 27.98km | Petter Solberg  | 16:42.7 | Sébastien Loeb |
| 2 (17 WRZ) | SS6     | 14:28    | Rheola 1                | 32.48km | Petter Solberg  | 18:13.0 | Sébastien Loeb |
| 2 (17 WRZ) | SS7     | 17:34    | Rheola 2                | 32.48km | Petter Solberg  | 18:23.4 | Sébastien Loeb |
| 3 (18 WRZ) | SS8     | 09:03    | Crychan 1               | 13.45km | Sébastien Loeb  | 7:29.1  | Sébastien Loeb |
| 3 (18 WRZ) | SS9     | 09:33    | Epynt 1                 | 13.33km | François Duval  | 7:42.9  | Sébastien Loeb |
| 3 (18 WRZ) | SS10    | 10:05    | Halfway 1               | 18.58km | Sébastien Loeb  | 10:37.1 | Sébastien Loeb |
| 3 (18 WRZ) | SS11    | 12:05    | Crychan 2               | 13.45km | Petter Solberg  | 7:32.8  | Sébastien Loeb |
| 3 (18 WRZ) | SS12    | 12:34    | Epynt 2                 | 13.33km | François Duval  | 7:49.1  | Sébastien Loeb |
| 3 (18 WRZ) | SS13    | 13:07    | Halfway 2               | 18.58km | Petter Solberg  | 10:45.1 | Sébastien Loeb |
| 3 (18 WRZ) | SS14    | 16:09    | Margam 1                | 27.55km | Petter Solberg  | 15:06.4 | Sébastien Loeb |
| 3 (18 WRZ) | SS15    | 17:54    | Cardiff Super Special 2 | 2.45km  | François Duval  | 2:07.1  | Sébastien Loeb |
| 4 (19 WRZ) | SS16    | 07:43    | Rhondda 1               | 30.00km | Sébastien Loeb  | 15:08.6 | Sébastien Loeb |
| 4 (19 WRZ) | SS17    | 10:46    | Rhondda 1               | 30.00km | Petter Solberg  | 14:51.1 | Sébastien Loeb |
| 4 (19 WRZ) | SS18    | 12:05    | Margam 2                | 27.55km | Petter Solberg  | 15:06.7 | Petter Solberg |
| 4 (19 WRZ) | SS19    | 14:15    | Cardiff Super Special 3 | 2.45km  | Markko Märtin   | 2:04.8  | Petter Solberg |

## Klasyfikacja po 12 rundach
Tabele przedstawiają tylko pięć pierwszych miejsc.

### Kierowcy
| Lp. | Kierowca        | Pkt |
| --- | --------------- | --- |
| 1   | Sébastien Loeb  | 92  |
| 2   | Petter Solberg  | 64  |
| 3   | Markko Märtin   | 59  |
| 4   | Carlos Sainz    | 55  |
| 5   | Marcus Grönholm | 47  |

### Producenci
| Lp. | Producent                   | Pkt |
| --- | --------------------------- | --- |
| 1   | Citroën Total               | 150 |
| 2   | Ford Motor Co Ltd.          | 112 |
| 3   | 555 Subaru World Rally Team | 91  |
| 4   | Malboro Peugeot Total       | 76  |
| 5   | Mitsubishi Motors           | 17  |